# ادی مورفی
ادوارد ریگان مورفی (انگلیسی: Edward Regan Murphy؛ زاده ۳ آوریل ۱۹۶۱ در نیویورک) کمدین، بازیگر و خواننده آمریکایی است؛ او در دهه ۱۹۸۰ میلادی  به‌عنوان یکی از بازیگران در برنامهٔ کمدی پخش زنده شنبه شب و فیلم کمدی سه‌گانه پلیس‌های بورلی هیلز به شهرت رسید. وی یکی از بزرگ‌ترین کمدین‌های تاریخ محسوب می‌شود. مورفی یک جایزه گرمی و یک جایزه امی دریافت کرده‌ است؛ او همچنین مفتخر به دریافت جایزه مارک تواین برای طنز آمریکایی در سال ۲۰۱۵ و جایزه گلدن گلوب سیسیل بی. دمیل در سال ۲۰۲۳ شد؛ فیلم‌های مورفی بیش از ۳٫۸ میلیارد دلار در گیشهٔ ایالات متحده و کانادا و بیش از ۶٫۷ میلیارد دلار در سراسر جهان فروش داشته‌اند.
مورفی به‌عنوان ستارهٔ سینما در فیلم‌های دههٔ ۱۹۸۰ ۴۸ ساعت، اماکن تجاری و پلیس بورلی هیلز آغاز به کار کرد؛ او با نقش‌های اصلی در فیلم‌های کودک پرافتخار (۱۹۸۶)، سفر به آمریکا (۱۹۸۸)، شب‌های هارلم (۱۹۸۹؛ که او کارگردانی آن را نیز بر عهده داشت)، بومرنگ (۱۹۹۲)، پروفسور دیوانه (۱۹۹۶)، دکتر دولیتل (۱۹۹۸)، بوفینگر (۱۹۹۹)، وقت نمایش (فیلم) 2002، مهدکودک بابا (۲۰۰۳) و نوربیت (۲۰۰۷) خود را به‌عنوان بازیگر نقش اول مرد مطرح کرد. مورفی برای بازی در دختران رؤیایی (۲۰۰۶) برندهٔ جایزه گلدن گلوب بهترین بازیگر نقش مکمل مرد و نامزد جایزهٔ اسکار بهترین بازیگر نقش مکمل مرد شد.

مورفی به عنوان صداپیشه کار کرده است، از جمله موشو در مولان (1998)، تورگود استابز در سریال کمدی The PJs (1999-2001)، و خر در فرانچایز شرک 2001 
مورفی اغلب در یک فیلم نقش‌های متعددی را ایفا می کند، مانند فیلم‌های Coming to America، فیلم‌های Nutty Professor، Bowfinger و Norbit. 
این به عنوان ادای احترام مورفی به یکی از بت‌هایش، پیتر سلرز، در نظر گرفته شده است. پس از مجموعه‌ای از فیلم‌های ضعیف، او با بازی در نقش‌های اصلی در فیلم‌هایی مانند Dolemite Is My Name (2019)، Coming 2 America (2021)، You People، Candy Cane Lane (هر دو 2023) و پلیس بورلی هیلز، دوباره زندگی حرفه‌ای خود را تجربه کرد.

## زندگی شخصی
ادی مورفی در ۸ سالگی پس از مرگ پدر و بیماری سخت مادرش، یک سال در پرورشگاه زندگی کرد و آن‌طور که خودش در گفت‌وگویی اظهار کرده روحیهٔ طنز و شوخ‌طبعی او در همان زمان شکوفا شد. روحیهٔ طنز و شوخ‌طبعی‌های ادی مورفی در برخی از آثارش مشهود است.
ادی مورفی دارای خانواده‌ای پرجمعیت است، او چهار پسر و شش دختر دارد و همچنین نوه‌دار نیز شده‌ است. در سال ۲۰۱۹ یکی از پسران ادی مورفی صاحب دختری به نام «ایوی ایزلا» شد.

## جوایز و افتخارات
مقالهٔ اصلی: فهرست جوایز و نامزدی‌های ادی مورفی
جایزه گلدن گلوب سیسیل بی دمیل در سال ۲۰۲۳ به مورفی داده شد.